# Mesohomotoma hibisci
Mesohomotoma hibisci är en insektsart som först beskrevs av Walter Wilson Froggatt 1901.  Mesohomotoma hibisci ingår i släktet Mesohomotoma och familjen Carsidaridae. Inga underarter finns listade i Catalogue of Life.